# شریفیه (اهواز)
شریفیه (اهواز)، روستایی از توابع بخش مرکزی شهرستان اهواز در استان خوزستان ایران است.

## جمعیت
این روستا در دهستان مشرحات قرار دارد و براساس سرشماری مرکز آمار ایران در سال ۱۳۹۵، جمعیت آن ۶۴ نفر (۱۷خانوار) بوده‌است.